# Secrétariat (film)
Pour les articles homonymes, voir Secretariat et Secrétariat.
Pour plus de détails, voir Fiche technique et Distribution.
Secrétariat (Secretariat) est un film américain réalisé par Randall Wallace et sorti en 2010. Le film est basé sur l'histoire de Secretariat, un cheval de course américain qui a gagné le Triple Crown of Thoroughbred Racing en 1973.

## Synopsis
Une mère de famille et femme à la maison, Penny Chenery, accepte de prendre en charge les écuries de son père souffrant, malgré son manque flagrant de connaissances dans le domaine de la course hippique. Avec l'aide d'un ancien entraîneur canadien, Lucien Laurin, Chenery essaie alors de se frayer un chemin dans ce domaine dominé par les hommes. Finalement, elle adoptera le premier cheval de course, Secretariat, gagnant le Triple Crown à 3 ans, cheval qui pourrait être aussi le plus grand de tous les temps.

## Fiche technique
Source principale de la fiche technique :
- Titre français : Secrétariat
- Titre original : Secretariat
- Réalisation : Randall Wallace
- Scénario : Mike Rich
- Musique : Nick Glennie-Smith
- Costumes : Michael T. Boyd (en)
- Photographie : Dean Semler
- Montage : John Wright
- Production : Mark Ciardi et Gordon Gray
- Société de production : Walt Disney Pictures, Saturn Films
- Distribution :  Mondial : Walt Disney Pictures
- Budget : 35 000 000 $[2]
- Pays de production :  États-Unis
- Langue originale : anglais
- Format : Couleur - 35 mm
- Genre : drame
- Durée : 117 minutes
- Dates de sortie :
  - États-Unis, Canada : 18 octobre 2010

## Distribution
Note : Le film n'a pas bénéficié d'un doublage français.
- Diane Lane (VQ : Élise Bertrand) : Penny Chenery (en)
- John Malkovich (VQ : Sylvain Hétu) : Lucien Laurin (en)
- Kevin Connolly (VQ : Hugolin Chevrette-Landesque) : Bill Nack (en)
- Amanda Michalka (VQ : Catherine Bonneau) : Kate Tweedy
- Scott Glenn (VQ : Hubert Fielden) : Christopher Chenery (en)
- James Cromwell (VQ : Claude Préfontaine) :  Ogden Phipps
- Nelsan Ellis (VQ : Martin Desgagné) : Eddie Sweat (en)
- Dylan Walsh (VQ : Tristan Harvey) : John « Jack » Tweedy
- Graham McTavish : Charles Hatton
- Fred Thompson (VQ : Guy Nadon) : Bull Hancock (en)
- Eric Lange (VQ : Antoine Durand) : Andy Beyer (en)
- Nestor Serrano (VQ : Marc Bellier) : Pancho Martin (en)
- Margo Martindale (VQ : Mireille Thibault) : Elizabeth Hamm
- Otto Thorwarth : Ron Turcotte
- Drew Roy : Seth Hancock
- Dylan Baker (VQ : Alain Zouvi) : Hollis Chenery
- Carissa Capobianco (VQ : Tania Lapointe-Dupont) : Sarah Tweedy
- Sean Michael Cunningham (VQ : Damien Muller) : Chris Tweedy
- Stephen Stanton (en) : Chic Anderson (en)
- Penny Chenery (en) (caméo lors de la course finale)

 Source et légende : version québécoise (VQ) sur Doublage.qc.ca et carton du doublage québécois du film.

## Clin d’œil
Dans la série originale Netflix BoJack Horseman, le personnage principal Bojack Horseman joue le rôle de Secretariat au cinéma.